# خريطة استخدام السيارة
تُعد خريطة استخدام السيارة وسيلة قانونية تخص وكالة خدمة الغابات بوزارة الزراعة الأمريكية للامتثال لقواعد السفر الخاصة بوزارة الزراعة الأمريكية وتنفيذها. وعلى الرغم من أنه يتم اعتبارها بشكل واسع النطاق كـمخصصة لإيقاف سيارات الطرق السريعة، فهي تغطي فعليًا جميع الاستخدامات الآلية العامة على كل الطرق والشوارع الخاصة بقسم خدمة الغابات. وتُعتبر الخريطة نفسها خريطةً باللون الأسود والأبيض، ويوجد بها القليل من المعلومات المرجعية، ويمكن أن تُكّون مجموعة من الأبعاد المختلفة، مع وجود أنماط مختلفة يمكن طيّها، وهي متوفرة في صيغة ورقية بمراكز الزوار، وفي صيغة رقمية من نسق المستندات المنقولة (pdf) في المواقع الإلكترونية الخاصة بالغابات.
وغالبًا ما يشار إلى خريطة استخدام السيارة بالاختصار MVUM.
وتم وضع الخريطة عن طريق استخراج بيانات مكانية من مخزن نظام المعلومات الجغرافي (GIS) للوكالة (مركز بيانات المشروعات أو "EDC") الذي يقوم بتشغيل مركز البيانات المكانية من أسري، ويقوم بربطها مع العرض الجدولي للبيانات الذي يتم تخزينه في INFRA واستخراجه باستخدام الآي ويب (I-Web).